# Париз (роман)
Париз (енгл. Paris) је историјски роман из 2013. године, аутора Едварда Радерфурда (енгл. Edward Rutherfurd), чије је право име Франсис Едвард Винтл (енгл. Francis Edward Wintle). Српско издање је објавила издавачка кућа "Лагуна" из Београда 2017. године у преводу Александре Чабраја. Оригинално издање је штампано у једној књизи, док је српско издање објављено у два тома.

## О аутору
Едвард Радерфурд је књижевни псеудоним Франсиса Едварда Винтла. Рођен је у Енглеској, у Солзберију, школовао се у родном граду, као и на универзитетима у Кембриџу и Стенфорду у Калифорнији. Редерфуд се бавио политичким истраживањима, продајом књига и издаваштвом. Живео је у Лондону и Њујорку, али већ више од двадесет година станије у Даблину. Године 1983. напушта трговину књигама и почиње да пише романе. Прво је написао Сарум, историјски роман са причом која обухвата раздобље од десет хиљада година и чија се радња одвија у области око древног споменика Стоунхенџа и Солзберија. Касније је написао Руску, Лондон и Њујорк.

## О делу
На почетку књиге Париз писац је написао:
| „ | Париз. Град снова. Град раскоши. Град светаца и научника. Град весеља. Легло порока. За две хиљаде година, Париз је видео све. | ” |

Париз је еп о величанственом граду Паризу. Аутор нас води кроз време, кроз интимне и узбудљиве приче. Роман је прича која обилује историјским појединостима и мноштвом разноврсних ликова, измишљених и стварних, обухватајући векове и нараштаје. Град који са својом уметношћу, архитектуром, културом и модом јесте главни јунак ове књиге. У роману ликови одрастају, траже своју срећу, заљубљују се и одљубљују, прати племиће који тврде да потичу од јунака Песме о Роланду, затим једну скромну породицу, која представља оличење идеала Француске револуције. Ту је прича браће из сиротињске четврти поред Монмартра, од којих један ради на изградњи Ајфелове куле а други се препушта подземљу у околини Мулен ружа и, коначно, епопеју трговаца који су све изгубили за владавине Луја XV, поново се уздигли у доба Наполеона и помогли да Париз постане важан центар културе и уметности. Радерфурдова прича о Паризу дочарава призоре, мирисе и укусе града.
У роману Париз плете се прича о четири породице која се протеже кроз векове, од лажи о пореклу лозе Де Сињ до револуционарних Ле Сурових, који су тежили да затру Де Сињеве, затим Бланшарове, којима буржоаски углед нуди слабу заштиту од скандала, до вредних Гасконових и њихових све већих амбиција. Ове четири породице стотинама година повезивале су забрањене љубави и бракови из рачуна, разарале су их освета и смртоносне тајне, раздирале непомирљиве разлике у пореклу и вери, и спајала бурна историја њиховог града.
Едвард Радерфурд је овом књигом осветлио Париз приказујући љубави и свакодневне драме мушкараца и жена који су, за две хиљаде година, преобразили оскромну трговачку луку на блатњавим улицама поред Сене у најславнији град на свету.